# László Sólymos
László Sólymos, né le 16 novembre 1968 à Bratislava, est un homme politique slovaque membre de Most-Híd. Il est ministre de l'Environnement entre 2016 et 2020.